# Katharinenrieth
Katharinenrieth là một đô thị thuộc huyện Mansfeld-Südharz, Sachsen-Anhalt, Đức. Đô thị Katharinenrieth có diện tích 5,7 km², dân số thời điểm ngày 31 tháng 12 năm 2006 là 221 người.